# Garota

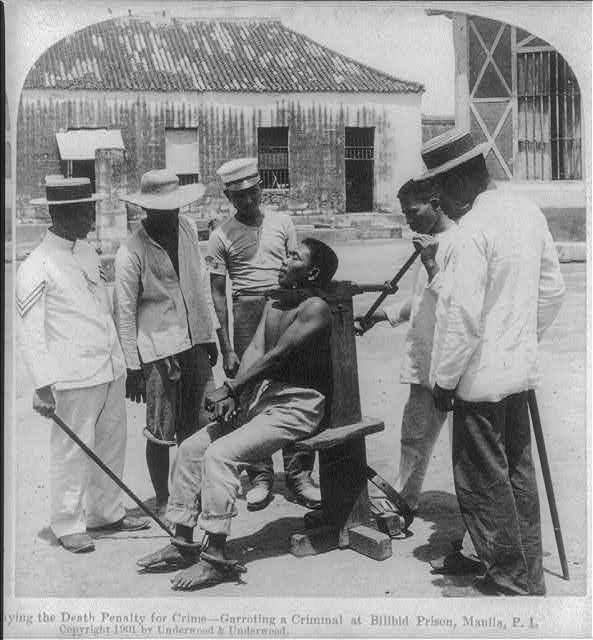
Výkon popravy v roce 1901 v manilské věznici na Filipínách

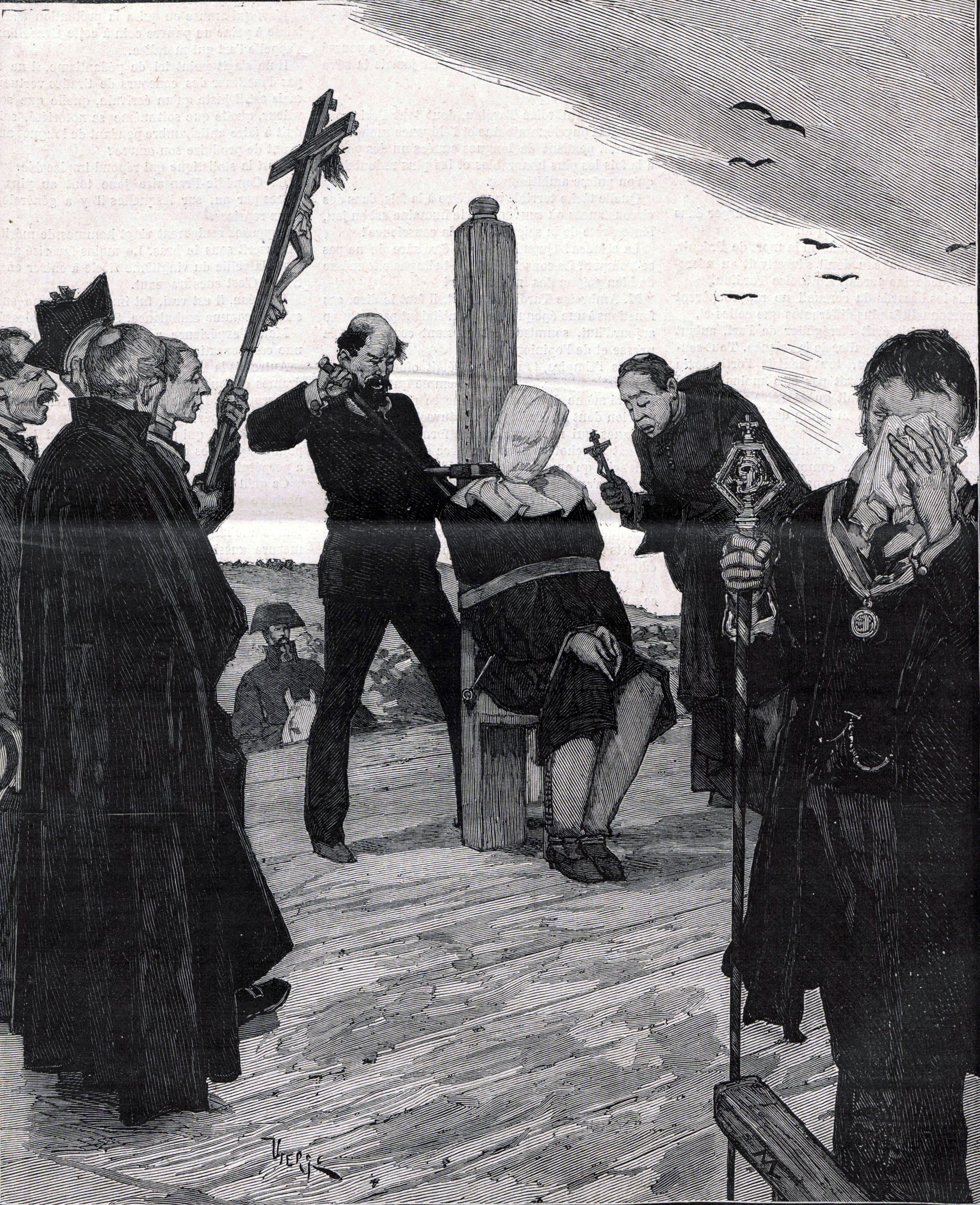
Poprava garotou ve Španělsku

Garota, též garotta nebo garote, ze šp. garrote, je popravčí nástroj, který se používal v Portugalsku, Španělsku, v jejich koloniích a zemích, které byly kdysi pod jejich vlivem. Sedící odsouzenec byl pomocí zvláštního zařízení udušen nebo mu byl zlomen hrtan a trachea. Garota byla používána od středověku do roku 1974. Dnes se už pravděpodobně nikde pomocí garoty nepopravuje.

## Postup popravy
Garota je nástroj používaný k popravě uškrcením. Odsouzenec sedí na lavici a je opřen o kůl. Na kůlu je připevněn železný kruh (obojek), který odsouzenci svírá krk. Obojek je pomalu utahován šroubem, dokud se odsouzenec neudusí. V jiné formě je garota drát s dřevěnými rukojeťmi na koncích a je držena popravčím. Později se objevil další typ garoty, u které byla ke šroubu připevněna dvě ramena se zátěží na konci. Stačilo za ně jen prudce škubnout a rychle se otáčející šroub zlomil tracheu a hrtan. Na kůlu byl navíc ještě výstupek, který zároveň rozdrtil mozeček. Vyskytla se i garota se dvěma prstenci. Jeden prstenec se pohyboval dopředu a druhý dozadu. Protože prstence vyvíjely tlak na dva sousední obratle, vedlo to k přerušení míchy, což mělo za následek téměř okamžitou smrt. Jeden z posledních typů obsahoval tenké ostří, které procházelo skrze kůl a bleskurychle přeťalo míchu mezi dvěma obratli.

## Historie
Poprvé byla garota užívána ve středověku ve Španělsku, v Portugalsku a jejich koloniích. Byla použita i při popravě inckého krále Atahualpy roku 1533. Roku 1810 začala být garota užívána ve Španělsku oficiálně, 28. srpna 1828 se stala jediným povoleným civilním způsobem popravy ve Španělsku. Roku 1851 se totéž stalo v Portugalsku, tam ale byl trest smrti zrušen už v roce 1867 a garota tam nikdy nebyla použita. V květnu 1897 došlo v Barceloně k poslední veřejné popravě garotou, následující popravy už byly bez přístupu veřejnosti. Poslední civilní poprava garotou se konala ve Španělsku v červnu 1959, posledním popraveným byl José María Jarabo. Do roku 1973 byl pak civilní trest smrti zrušen. Posledními popravenými garotou byli Heinz Chez a Salvador Puig Antich 2. března 1974. Tohoto roku byl obnoven civilní trest smrti garotou za loupežnou vraždu. Poslední člověk odsouzený k trestu smrti garotou byl pedofilní loupežný vrah José Luis Cerveto roku 1977. Roku 1990 byl zrušen trest smrti, který byl do té doby prováděn garotou, i v Andoře, kde byl posledním popraveným Antone Arenis roku 1943.

## Garota v kultuře

### Garota ve filmu
Garota se vyskytuje ve filmu např. Jeden svět nestačí filmového cyklu o Jamesi Bondovi, ve filmu 1492: Dobytí ráje režiséra Ridleyho Scotta, ve filmu Miloše Formana Goyovy přízraky, ve filmu Oro režiséra Agustína Díaze Yanese nebo ve filmu Zloděj životů.